# Iberochondrostoma lemmingii
Iberochondrostoma lemmingii és una espècie de peix cipriniforme de la família dels ciprínids.

## Morfologia
Els mascles poden assolir els 25 cm de longitud total.

## Distribució geogràfica
Es troba a la península Ibèrica: rius Duero, Tajo, Guadiana i Guadalquivir.